# Невидљива жена (филм)
Невидљива жена (енгл. The Invisible Woman) британска је биографска љубавна драма из 2013. режисера Рејфа Фајнса, који тумачи главну улогу у филму уз Фелисити Џоунс.
Сценарио ауторке Ејби Морган инспирисан је романом Невидљива жена Клер Томалин и прати дугогодишњу тајну везу између Чарлса Дикенса и Нели Тернан која је трајала све до његове смрти 1870.
Филм је премијерно приказан 31. августа 2013. на Филмском фестивалу у Телјурајду, где је наишао на позитивне реакције критичара, али је упркос томе након биоскопске премијере остварио слабу зараду. У Србији је премијерно приказан 7. марта 2014. на међународном фестивалу ФЕСТ, а пројекцији филма присуствовали су Рејф Фајнс, Фелисити Џоунс и продуценткиња Габријела Тана.
Био је номинован за награде Оскар и БАФТА у категороји Најбоља костимографија.

## Улоге
| Глумац             | Улога                |
| ------------------ | -------------------- |
| Рејф Фајнс         | Чарлс Дикенс         |
| Фелисити Џоунс     | Нели Тернан          |
| Кристин Скот Томас | госпођа Тернан       |
| Том Холандер       | Вилки Колинс         |
| Џоана Сканлан      | Кетрин Дикенс        |
| Мишел Ферли        | Керолајн Грејвс      |
| Џонатан Харден     | господин Арнот       |
| Том Берк           | Џорџ Вортон Робинсон |
| Пердита Викс       | Марија Тернан        |
| Џон Кавана         | свештеник Бенхам     |
| Аманда Хејл        | Фани Тернан          |